# Pandalopsis punctata
Pandalopsis punctata is een garnalensoort uit de familie van de Pandalidae. De wetenschappelijke naam van de soort is voor het eerst geldig gepubliceerd in 1936 door Kobjakova.